# Вареник (хутор)
Варе́ник — хутор в Матвеево-Курганском районе Ростовской области.
Входит в состав Екатериновского сельского поселения.

## Население
| 2010 |
| ---- |
| 82   |

## Улицы
На хуторе имеется одна улица: Магистральная.